# Slag bij Albesa
De Slag bij Albesa was een veldslag die plaatsvond op 20 februari 1003 tussen enerzijds het leger van graaf Raymond Borrell van Barcelona en zijn broer graaf Ermengol I van Urgell, en het moslimleger anderzijds.
Het christelijke leger was het moslimgebied binnengedrongen in de achtervolging van Abd al-Malik, de zoon van Almanzor die net een razzia had beoefend en die nu werd vervolgd voor het terugvinden van de buit.
Het resultaat van de strijd was niet gunstig voor de christenen en daarin stierf dezelfde bisschop van Elna: Berenguer d'Elna. Deze aanval veroorzaakte ook een inval in 1003 door Abd al-Malik al-Muzaffar, die uiteindelijk Ermengol veroverde en de kastelen van Montmagastre, Meià en Castellolí verwoestte.